# En las termas (John William Godward)
En las termas (en inglés, At the Thermae) es una de las obras más eróticas del pintor John William Godward. Está pintada al óleo sobre lienzo y sus dimensiones son de 76,8 x 38,1 cm.

## Análisis de la obra
De formato vertical (mide casi exactamente el doble de alto que de ancho), la sencilla composición muestra a una joven semidesnuda, con el hombro y el pecho izquierdos al descubierto.
Los bellos tonos dorados de las carnaciones contrastan con los grises, marrones y ocres del resto del cuadro, lo que acentúa la sensualidad del conjunto. En cuanto a la indumentaria, se observan en la imagen los tradicionales quitón (χιτών) e himatión (ἱμάτιον) de las mujeres griegas y romanas.

## Modelo
Respecto al nombre (o apelativo) de la joven que aparece en la obra, hay ciertos indicios en el diario del artista William Russell Flint (1880-1969), quien se encuentra en Roma a finales de 1912. Tras elogiar la extrema cortesía de Godward, siempre dispuesto a hacer favores, se refiere a ella como «la modelo romana cuyo "nombre" podría traducirse al inglés como Sweetest Castaway» (en esp., «Dulcísima Náufraga» o «la más Dulce Náufraga»).

Lee Hankey me presentó a J. W. Godward en Roma. Fue extraordinariamente amable y servicial, sabía hacer muy bien su trabajo y no le importó enseñárnoslo. Pintaba doncellas griegas vestidas con sedas vaporosas, para lo que recurría a una joven romana cuyo nombre en inglés significaba Sweetest Castaway.

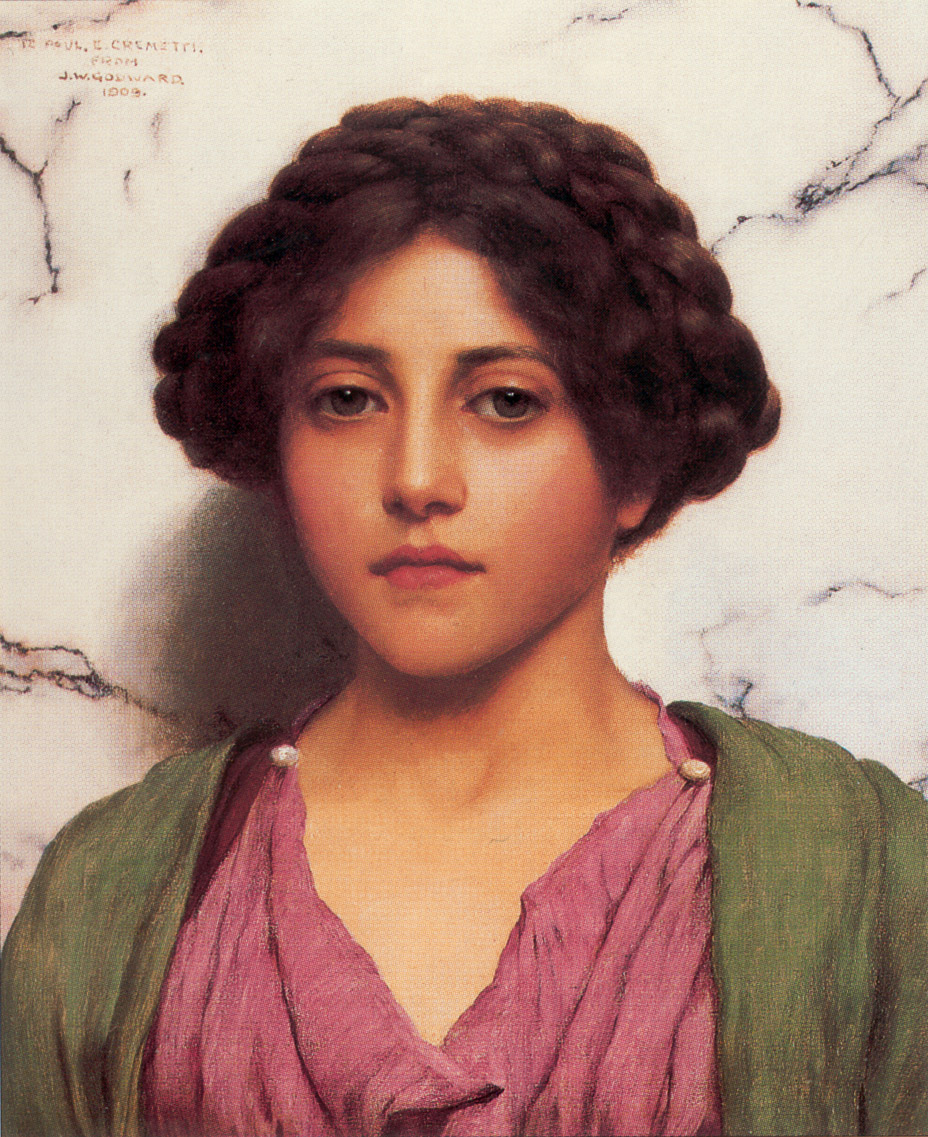
Belleza clásica. 1909.
35,6 x 30,5 cm. Col. particular (probable retrato de la "Dulcísima Náufraga").

Esta belleza era una estrella entre las modelos […]
La Dulcísima Náufraga era una recatada muchacha de mandíbula prominente que, sobre todo, sabía sacar el máximo provecho a su vida. Aceptaba cuantos regalos le hacían tanto los pintores viejos como los principiantes para los que posaba. De vuelta del extranjero, vino con un cuantioso botín de muebles y artículos para el hogar. Vivía con su extensa familia (padre, madre y seis hermanos y hermanas) en la única habitación de una casa tan sumamente pequeña que todos dormían —los mayores a lo largo y los pequeños en los laterales— en la misma cama: el inmenso letto matrimoniale de Italia.

Vigilaba atentamente sus pertenencias o, más bien, las guardaba lejos del alcance de su familia colgándolas del techo. Lo colgaba todo: sillas, mesas, un máquina de coser, alfombras y sábanas, cuidadosamente envueltas en papel de periódico engomado para mantener las polillas a raya, y todo tipo de bultos. El efecto debe de haber sido peculiar. Bajo ningún concepto, eran para ser usadas y estropeadas por su familia antes de que se las llevara, en un futuro, a su propia casa.